# Kabinett Maier I (Württemberg-Baden)
Das Kabinett Maier I bildete vom 24. September 1945 bis 25. November 1946 die Landesregierung von Württemberg-Baden.
Während der Amtszeit der Landesregierung fand am 30. Juni 1946 die Wahl zur Verfassunggebenden Landesversammlung Württemberg-Baden statt.
| Amt                           | Name                                     | Partei | Partei |
| ----------------------------- | ---------------------------------------- | ------ | ------ |
| Ministerpräsident             | Reinhold Maier                           |        | DVP    |
| Inneres                       | Fritz Ulrich                             |        | SPD    |
| Justiz                        | Josef Beyerle                            |        | CDU    |
| Kult                          | Theodor Heuss                            |        | DVP    |
| Finanzen                      | Reinhold Maier (geschäftsführend)        |        | DVP    |
| Finanzen                      | Fritz Cahn-Garnier ab 7. Februar 1946    |        | SPD    |
| Wirtschaft                    | Josef Andre bis Mai 1946 Heinrich Köhler |        | CDU    |
| Arbeit (ab Januar 1946)       | Max Bock verstorben am 15. März 1946     |        | KPD    |
| Post (ab Januar 1946 Verkehr) | Otto Steinmayer                          |        | SPD    |
| Politische Befreiung          | Josef Andre                              |        | CDU    |